# Francesca Bortolozzi
Francesca Bortolozzi (ur. 4 maja 1968 w Padwie) – włoska florecistka, trzykrotna medalistka olimpijska i wielokrotna medalistka mistrzostw świata.
Na igrzyskach olimpijskich w Seulu w 1988 roku reprezentacja Włoch w składzie: Dorina Vaccaroni, Margherita Zalaffi, Francesca Bortolozzi, Lucia Traversa i Annapia Gandolfi zdobyła drużynowo srebrny medal. Na rozgrywanych cztery lata później igrzyskach olimpijskich w Barcelonie wspólnie z Giovanną Trillini, Margheritą Zalaffi, Dianą Bianchedi i Doriną Vaccaroni wywalczyła złoty medal w zawodach drużynowych. W rywalizacji indywidualnej zajęła dziewiętnastą pozycję. Brała również udział w igrzyskach olimpijskich w Atlancie w 1996 roku, razem z Giovanną Trillini i Valentiną Vezzali ponownie zwyciężając w drużynie.
Podczas mistrzostw świata w Lozannie w 1987 roku razem z Zalaffi, Gandolfi, Trillini i Vaccaroni zdobyła brązowy medal w zawodach drużynowych. W konkurencji tej Włoszki z Bortolozzi w składzie zdobywały następnie złote medale na mistrzostwach świata w Budapeszcie (1991) i mistrzostwach świata w Hadze (1995), srebrne podczas mistrzostw świata w Atenach (1994) oraz brązowe na mistrzostwach świata w Denver (1989) i mistrzostwach świata w Essen (1993). Ponadto na mistrzostwach świata w Essen w 1993 roku zdobyła indywidualnie złoty medal, pokonując w finale Giovannę Trillini. Na rozgrywanych rok później mistrzostwach świata w Atenach indywidualnie była trzecia, za Rumunką Reką Szabo i Valentiną Vezzali. 
Zdobyła również złoty medal indywidualnie na igrzyskach śródziemnomorskich w Atenach w 1991 roku.
Jej mąż, Andrea Borella, także był szermierzem.